# Jakarta Project
Jakarta Project - проєкт з відкритим вихідним кодом для платформи Java . Він функціонував як комплексний проєкт під егідою Apache Software Foundation, і всі продукти Jakarta випускаються під ліцензією Apache. Станом на 21 грудня 2011 року проєкт Джакарти було припинено, оскільки підпроєктів не лишилося.